# シャーロット・クーパー
シャーロット・クーパー（Charlotte Cooper, 1870年9月22日 - 1966年10月10日）は、イングランド・ロンドン出身の女子テニス選手。1900年のパリ五輪の女子シングルスと混合ダブルスで金メダルを獲得し、オリンピックのテニス競技の女子部門で最初の金メダルを獲得した選手である。ウィンブルドン選手権の女子シングルスでも5度優勝した。1901年にアルフレッド・ステリー（Alfred Sterry）と結婚した後は、「シャーロット・クーパー・ステリー」（Charlotte Cooper Sterry）と2つの姓を併用した。シャーロットには“Chattie”（シャティー）という愛称もあった。夫のアルフレッド・ステリーは、イギリスの「ローンテニス協会」（LTA, Lawn Tennis Association）会長を務めた人である。

## 来歴
シャーロット・クーパーは1895年、25歳の時にウィンブルドン選手権の女子シングルスで初優勝を飾り、それから1902年まで8年連続の決勝戦に進出した。その間1895年・1896年・1898年・1901年の4度優勝している。当時のウィンブルドン選手権の競技方式は、前年優勝者を除く他の選手たちが1回戦から「チャレンジ・ラウンド」（Challenge Round, 挑戦者決定戦）を戦い、それを制した人が前年優勝者と決勝を戦う「オールカマーズ・ファイナル」（All-Comers Final）方式で優勝を決定した。クーパーの最初期の準優勝は、1897年・1899年・1900年の3度ブランチ・ビングリー・ヒルヤードに敗れた。パリ五輪で五輪テニス最初の女子シングルスと混合ダブルスの金メダルを獲得した1900年は、ウィンブルドンではビングリー・ヒルヤードに敗れたことになる。翌1901年は「オールカマーズ・ファイナル」で38歳のビングリー・ヒルヤードからタイトルを奪回したが、1902年の決勝では24歳のミュリエル・ロブ（1878年 - 1907年）に敗れた。1901年以後、クーパーはアルフレッド・ステリーとの結婚により、ウィンブルドン選手権の優勝記録表にも「シャーロット・クーパー・ステリー」の名前で記載されている。
近代オリンピックは1896年から、ピエール・ド・クーベルタンの提唱によりギリシャのアテネで始まったが、テニスでは男子シングルスと男子ダブルスの2部門だけが行われた。その次の大会の1900年パリ五輪から、女子シングルスと混合ダブルスの2部門が追加される。シャーロット・クーパーは五輪競技テニスとしては初めての女子シングルスと混合ダブルスで、記念すべき最初の金メダルを獲得した。女子シングルス決勝で、クーパーはフランスのエレーヌ・プレボーを 6-1, 6-4 で圧倒し、混合ダブルスではイギリス代表選手としてレジナルド・ドハティーとペアを組んで優勝した。対戦相手はハロルド・マホニーとエレーヌ・プレボーの組で（スコア：6-2, 6-4）、クーパーは両部門ともプレボーを退けたことになる。同じパリ五輪で、男子ダブルスはレジナルドとローレンス・ドハティーの兄弟ペアが優勝し、男子シングルスはレジナルドの弟ローレンスが金メダルを獲得した。
ウィンブルドン選手権での8年連続決勝進出とパリ五輪金メダルの後、シャーロット・クーパー・ステリーは1904年・1908年・1912年の3度ウィンブルドン選手権の決勝進出記録を加えた。1904年の決勝ではドロテア・ダグラスに敗れているが、4年後の1908年にアグネス・モートン（1872年 - 1952年）を 6-4, 6-4 で破り、7年ぶり5度目の優勝を飾った。最後の勝利は「37歳282日」での優勝で、ウィンブルドン選手権の女子シングルスでは最年長優勝記録である。4年後の1912年、クーパー・ステリーは42歳で最後の決勝進出を果たしたが、エセル・トムソン・ラーコム（1879年 - 1965年）に 3-6, 1-6 で敗れた。1895年から1912年までの17年間にわたり、シャーロット・クーパー・ステリーはウィンブルドン決勝に総計「11回」出場し、「5勝6敗」の戦績を残した。彼女は長寿にも恵まれ、1966年10月10日にスコットランド・ヘレンスバーグで96歳の長い生涯を閉じた。
シャーロット・クーパーは2013年に国際テニス殿堂入りを果たした。

## 主な成績
- ウィンブルドン選手権　女子シングルス：5勝（1895年＆1896年・1898年・1901年・1908年）　［準優勝6度：1897年・1899年・1900年・1902年・1904年・1912年］
- 1900年パリ五輪：女子シングルス・混合ダブルスの金メダル　［両部門とも最初の金メダル］